# Quinta da Cardiga
A Quinta da Cardiga é uma antiga quinta apalaçada situada na Golegã.
A doação da Quinta da Cardiga à Ordem dos Templários foi efetuada em 1169 por D. Afonso Henriques, para arroteamento e cultivo. Extinta esta Ordem, passou para o domínio da Ordem de Cristo, que aí edificou uma granja de veraneio (c. 1540-1542). O projeto do conjunto da quinta (incluindo o palacete, o celeiro, a capela e o claustro), é atribuído à traça do arquiteto João de Castilho.
A Quinta da Cardiga é hoje uma das mais notáveis propriedades do País.[carece de fontes?]
O conjunto formado pela torre ameada da Quinta da Cardiga e antigas construções que a envolvem, designadamente os claustros, capela e celeiro e pequena colunata por cúpula semiesférica, está classificado como Imóvel de Interesse Público desde 1952.

## História
Tendo pertencido aos frades do Convento de Cristo tem ainda hoje como símbolo da casa a Cruz de Cristo. O conjunto arquitectónico é interessante pela mistura de estilos, a que não falta uma torre e um portal manuelino.
O Castelo da Cardiga, localizado na actual Quinta da Cardiga, foi doado à Ordem dos Templários em 1165 por D. Afonso Henriques. Mais tarde, tornou-se uma quinta, no Concelho da Golegã, com casas de habitação com jardim, horta, capela, cavalariças, cocheiras, casas para criados, albergarias, lagar e outras oficinas e dependências.
A Quinta da Cardiga, juntamente com o castelo de Ozêzere, a torre da Atalaia e o Castelo de Almourol eram postos de vigia da milícia do Templo. Tal importância tinha a Quinta da Cardiga que em 1550, D. João III autorizou o seu irmão a proceder à mudança do percurso do rio Tejo, fazendo-o passar pela Cardiga. Em 1580, Filipe II, vindo das Cortes de Tomar a caminho de Lisboa, descansa na Cardiga.

## História recente
Segundo reza nas Histórias da Família, Nicola Kovacich, natural de Ragusa, chegou a Portugal com treze anos sem saber uma palavra de português. Com o fruto do seu trabalho conseguiu arranjar uma boa casa e tornou-se dono de uma importante fábrica de cordoaria no Barreiro. Emília Firmina, sua filha, casou com José Lamas de quem teve onze filhos.

António Zagallo Gomes Coelho filho de Rosa de Oliveira Zagallo e de António Gomes Coelho, natural de Ovar, morava com seus pais na casa, onde Júlio Dinis, sobrinho deles, veio a escrever As Pupilas do Senhor Reitor. Formou-se em medicina e veio exercer para Vila Nova da Barquinha para um lugar que estava vago. No entanto, após ter herdado juntamente com sua mulher Maria Luiza Covachic Lamas, a Quinta da Cardiga, dedicou-se a geri-la a tempo inteiro.
Entre várias compras que fez, António Zagallo Gomes Coelho, comprou o palacete dos Condes da Atalaia, actualmente Casa do Patriarca, o Casal das Freiras entre a Golegã e a Cardiga, e foi ele quem começou as primeiras construções no Entroncamento, para alugar as casas aos ferroviários. A título de curiosidade, no contrato de arrendamento dava uma bonificação de um mês a quem lhe pagasse a renda atempadamente.
Luís Oliveira Von Sommer,, filho de Henrique barão de Sommer, guarda livros da Carris, que contraiu matrimónio com Adelaide Sofia de Oliveira Falcão adquiriu a Quinta da Cardiga em 5 de Fevereiro de 1898. Após a morte do filho Luís Sommer, a propriedade passa para a posse das filhas: D. Branca, que casaria com o Dr. Ruy d’ Andrade, e D. Fernanda que casaria com D.Jorge de Mello, Conde de Murça.  O Palácio é ainda propriedade dos descendestes de Luis de Sommer que o arrendaram em 2024 ao grupo Vila Galé, a Quinta da Cardiga vai agora ser requalificada e transformada em hotel de quatro estrelas, com 116 quartos e equipamentos dedicados ao universo equestre.